# 阿勞克斯特斯湖

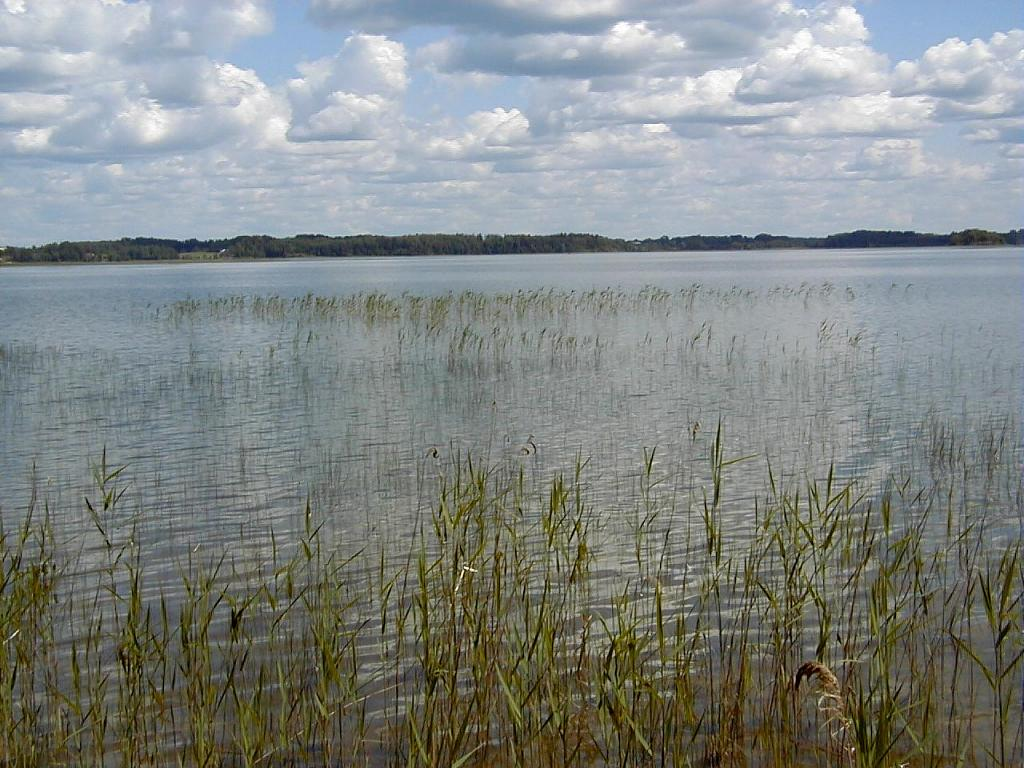
阿勞克斯特斯湖

阿勞克斯特斯湖（拉脫維亞語：Alauksts或Alauksta ezers）是拉脫維亞的湖泊，位於該國中東部，長4.8公里，面積7.7平方公里，集水區面積14.8平方公里，海拔高度202.3米，平均水深3.3米，最大水深7.0米，湖中有2個島嶼。

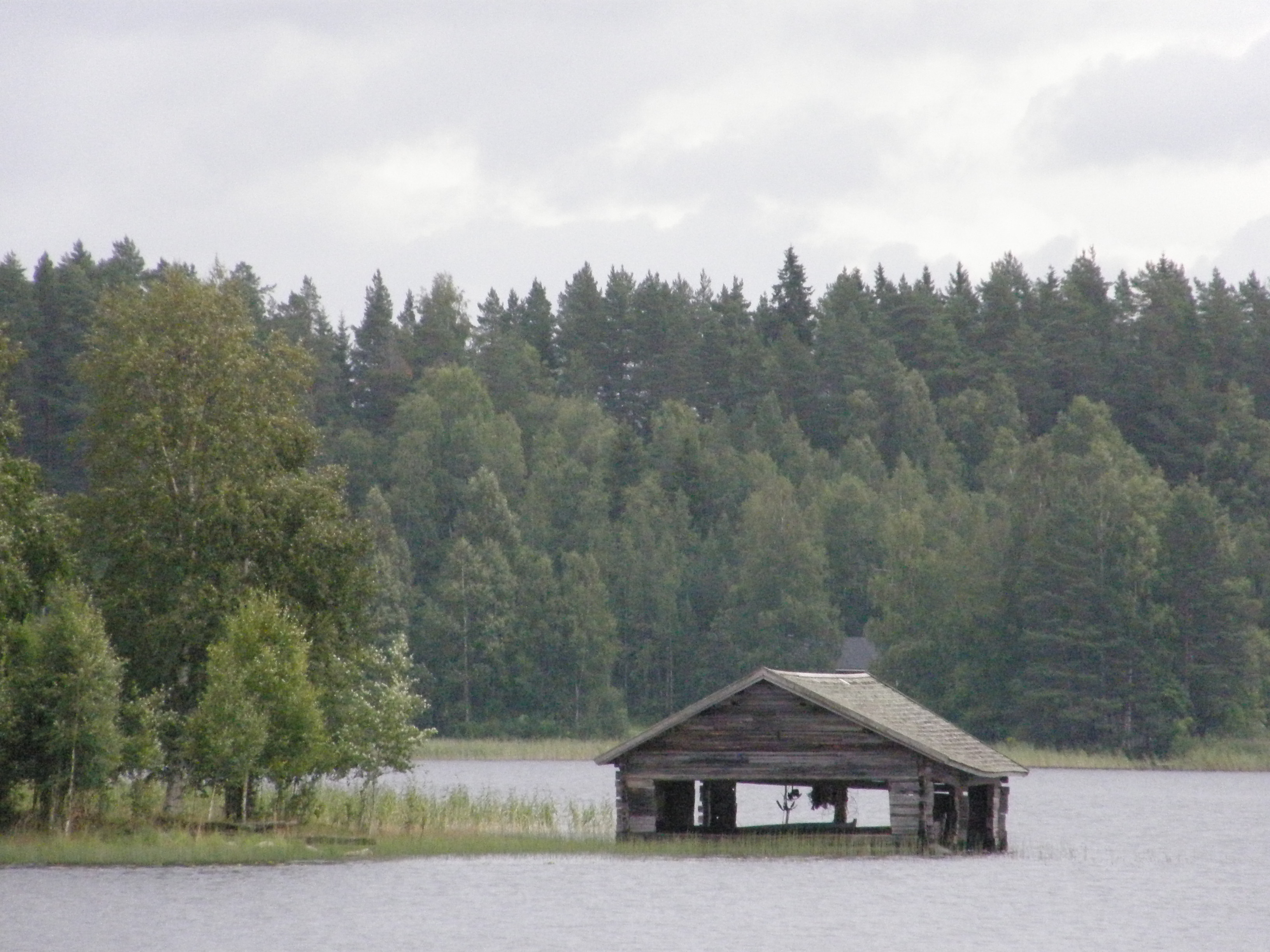
一間正在下沉於湖中的荒廢木屋（2008年）